# 大浦育子
大浦 育子（おおうら いくこ、1989年9月22日 - ）は、日本のファッションモデル、アイドル、歌手、女優。ミスマリ、6代目ミスマリンちゃん、キャナァーリ倶楽部のメンバー、漢方スタイリスト。
奈良県出身。スペースクラフト所属。

## 略歴
- 2003年、中学1年生の終わりに受けた、第2回『ラブベリー』読者モデルオーディションをきっかけに、事務所にスカウトされる。
- 2003年9月22日(14歳の誕生日)、ファッションカタログ『Cupop』のモデルが初仕事。
- 2005年、駿台予備校イメージキャラクターを務める。
- 2005年、「制コレ05」ノミネート。
- 2007年3月3日、キャナァーリ倶楽部発足。
- 2007年3月、講談社「ミスマガジン2007」セミファイナリストにノミネート。
- 2007年5月3日、キャナァーリ倶楽部1stシングル『SWEET & TOUGHNESS』でインディーズCDデビュー。
- 2008年11月、NICE GIRL ボウリング部に参加。
- 2009年、NICE GIRL プロジェクト!のチアリーディングチーム「Princess Chatters」に参加。
- 2010年3月13日、メンズボウラー＆ガールズボウラーオーディション、ボウラープロジェクト事務局特別貢献賞受賞。
- 2011年、東日本大震災を受けて、「がんばろうニッポン 愛は勝つシンガーズ」[2] に参加。
- 2011年6月28日、大浦育子オフィシャルブログ「いくこだより。」を開始。
- 2012年、ロンドンハーツネットムービー第4弾『THE TRIANGLE～ハマった女は彼女の親友～』でトラップガールを務める。
- 2013年4月6日より、TBS系「7つの海を楽しもう!世界さまぁ〜リゾート」のB級情報担当アシスタントとしてレギュラー出演。
- 2013年5月15日、SANYOイメージガール6代目ミスマリンちゃんとしてデビュー。
- 2013年9月22日(24歳の誕生日)、芸能活動10周年を迎える。
- 2014年4月30日、ミスマリ1stシングル「飛び出せサマー」でCDデビュー。センターを務める。
- 2014年7月8日、ミスマリ2ndシングル「マリンブルー・シークレット」発売。
- 2014年8月5日、ミスマリ3rdシングル「アイツに夏」発売。
- 2015年2月、自動車運転免許を取得。
- 2016年2月6日、公式Instagramを開始。
- 2016年2月17日、漢方養生指導士初級資格を取得。
- 2016年8月19日、漢方養生指導士中級認定試験に合格し、漢方スタイリストの称号を取得。
- 2016年12月16日より、Amazonプライム・ビデオ「東京女子図鑑」に出演。
- 2017年8月26日、結婚したことを発表。
- 2019年、第1子を妊娠し、同年10月に第一子である長女を出産した。

## 人物
- 「育子」という名前の由来は、「育つ子」から。母親は、「育子」と「育美」のどちらにするかで悩んだ。
- 2歳年上の姉と、4歳年下の弟がいる。
- 両親とも大阪出身で、本人が生まれる前に奈良へ引っ越した。
- 幼稚園生から中学生までピアノを習っていた。ヤマハ音楽教室に行き始めたのがきっかけ。十八番の曲は、ショパンの「子犬のワルツ」。
- 小学4年生から中学3年生までバレーボールチームに所属。ポジションはセッター。バレーボール部時代の一番の思い出は、中学3年で最後の引退試合で、負けた瞬間泣き崩れたこと。
- 高校生の時は体操部に所属していたが、芸能活動のため、部活動にはあまり参加出来なかった。
- モデルになろうと思ったのは、ティーン雑誌を読むようになって、これにモデルとして出たい！と思ったのがきっかけ。
- 2012年5月から実家で「ふくすけ」という名前のアビシニアンの雄猫を飼っている。
- 高所恐怖症だが、2012年7月の沖縄ロケで乗ったパラグライダーは不思議と怖くなかった。
- 500円玉貯金をしている。
- 寿司好きが高じて、寿司屋でアルバイトしたことが一度ある。
- 猫好きだが、猫アレルギーである。
- 資格：漢方養生指導士中級、英検3級、数検4級、そろばん2級、暗算2級、書道初段[3]、普通自動車運転免許
- 特技：バレーボール、水泳（クロール）、そろばん、暗算、Y字バランス、ものまね、マジック、皿回し
- 趣味：料理、ピアノ、海外ドラマ鑑賞、温泉、部屋の整理整頓
- 性格：涙もろくて、情に厚い
- 長所：ポジティブ、わりと度胸があるところ
- 短所：適当なところ
- 癖：髪を触ること、身振り手振りで話すこと
- 口癖：ゆーても
- 座右の銘：一期一会、なるようになる！
- 得意な料理：ミネストローネ、筑前煮、肉じゃが、オムライス
- 得意なお菓子：チーズケーキ、スコーン
- 好きな食べ物：お寿司（サーモン、中トロ、イカ）、焼き肉（タン塩）、ほたるいか、卵料理、アボカド、タルト、ズッキーニ
- 嫌いな食べ物：焼きレバー、梅干し（酸っぱいやつ）、グリーンピース、パクチー
- 好きな丼物：親子丼
- 好きなケーキ：フルーツタルト、ミルクレープ、ベイクドチーズケーキ、ミルフィーユ
- 好きなパン：ハムチーズパン、デニッシュ系
- 好きなお菓子：じゃがりこ、カントリーマアム、ポッキー、キャラメルポップコーン、わらび餅
- 好きなアイス：ピノ
- 好きな飲み物：フルーツジュース、クランベリージュース
- 好きなお茶：緑茶
- 好きな紅茶：ダージリン、アールグレイ
- 好きなお酒：シャンディガフ、白ワイン、サングリア、赤ワイン
- 好きなカフェ：スターバックス、宇田川カフェ
- 好きな色：ピンク、ブルー、エメラルドグリーン
- 好きな季節：秋（過ごしやすくて、自分の誕生日がある季節だから）
- 好きな花：ガーベラ、豪華なイメージのバラ
- 好きな動物：猫
- 好きなスポーツ：バレーボール、水泳、卓球
- 好きな映画：「ノッティングヒルの恋人」、「セックス・アンド・ザ・シティ」、「プラダを着た悪魔」、「レ・ミゼラブル」
- 好きなドラマ：「やまとなでしこ」、「白い巨塔」、「1リットルの涙」、「コード・ブルー -ドクターヘリ緊急救命-」、「ゴシップガール」
- 好きなバラエティ番組：「アメトーーク」、「しゃべくり007」、「芸人報道」
- 好きな絵本：「ぐりとぐら」
- 好きな漫画：「働きマン」、「パラダイスキス」、「幽☆遊☆白書」（蔵馬が好き）
- 好きなアニメ：「名探偵コナン」（工藤新一が好き。劇場版の犯人役のゲスト声優をやるのが理想）、「おジャ魔女どれみ」、「美少女戦士セーラームーン」（セーラーマーキュリーが好き）
- 好きなジブリアニメ：「千と千尋の神隠し」、「魔女の宅急便」
- 好きなディズニーキャラクター：ミッキーマウス、アリエル
- 好きなゆるキャラ：せんとくん
- 好きな俳優：西島秀俊、佐々木蔵之介、江口洋介
- 好きな女優：篠原涼子、稲森いずみ、松嶋菜々子
- 好きなモデル：木下ココ
- 好きなアーティスト：浜崎あゆみ、JUJU、西野カナ、ソナーポケット、ナオト・インティライミ、Superfly
- 好きなバンド：zone、サザンオールスターズ
- 好きなお笑い芸人：ブラックマヨネーズ、NON STYLE、笑い飯、ロザン
- 初恋：幼稚園の年長さんの時
- 好きなタイプ：優しさと誠実さを持ち合わせてる人
- 好きな教科：体育、国語、英語
- 得意な教科：体育、国語、音楽
- カラオケの十八番：「ムーンライト伝説」、「タッチ」、「おジャ魔女カーニバル!!」

## 主な活動

### 演劇
- つんく♂THEATER 第四弾「あぁ 女子合唱部～栄光のかけら～」（2007年9月22日 - 24日、全電通ホール） - 嶋田麗 役
- つんく♂THEATER 第五弾「青春グラフィティ～ねえ お姉さん～」（2008年1月2日 - 14日、石丸電気SOFT2 7F） - ひろみ 役
- トライフル（2008年2月6日 - 10日、全労済ホールスペース・ゼロ） - 村井美緒 役
- つんく♂THEATER 第六弾「あぁ 女子合唱部～栄光のかけら2008～」（2008年9月13日 - 15日、全電通ホール） - 立花律子 役
- つんく♂THEATER 第七弾「ヒーローの事情」（2009年1月10日 - 12日、全労済ホールスペース・ゼロ） - 葛城ユイ 役
- つんく♂THEATER 第八弾「スターはつらいよ」（2010年1月9日、シアターサンモール） - 月岡百合 役
- トライフルエンターテインメント「世界征服の作り方」（2010年6月2日 - 6日、座・高円寺2） - 飯野幸子 役
- つんく♂THEATER第九弾～めちゃモテ劇場～「めちゃモテ委員長VSめちゃモテ反対委員会ですわっ！」（2011年1月6日 - 10日、六行会ホール） - MM学園 合唱部 いくっち 役
- ニコニコミュージカル第7弾「源氏物語」（2011年11月16日 - 23日、全労済ホールスペース・ゼロ）- 桐壺／藤壺 役
- アリスインプロジェクト2012春公演「まなつの銀河に雪のふるほし」（2012年2月29日 - 3月4日、六行会ホール） - アレキサンドリア軍曹 役
- 美少女コメディ倶楽部 第1回公演「入学金無料! 授業料無料! 私立グリグリ学園」（2012年5月4日 - 6日、新宿文化センター小ホール） - イクコ 役
- トライフルエンターテインメント チャリティーイベント トークショー（2012年6月12日、中野ザ・ポケット）
- 合同会社シザーブリッツ「グッドファーザー」（2015年3月31日 - 4月5日、笹塚ファクトリー） - 茅ヶ崎薫子 役
- しまぁ〜ん共和国第6回公演「犯人は吉田だっ！(仮)」（2016年5月24日 - 5月31日、シアターグリーン BOX in BOX）- 百瀬夏子 役
- しまぁ〜ん共和国第7回公演「秀樹のヒロイン」「悲劇のヒドイン」（2016年10月13日 - 10月23日、サンモールスタジオ）- アコ 役
- しまぁ〜ん共和国第8回公演「HOTEL死界覚」（2017年3月29日 - 4月2日、新宿村LIVE）-  シェル 役
- 咲くは江戸にもその素質（2017年5月3日 - 5月7日、渋谷区文化総合センター大和田伝承ホール）・（2017年5月10日 - 5月12日）- ツルノちゃん 役

### ライブ
- 「ガールズ♀ギャラリー 2007年6月」（2007年6月9日、東京キネマ倶楽部）
- 「キャナァーリ倶楽部ライブ2007夏～1st発表会“夏のカナリア”～」（2007年8月6日、ESPミュージカルアカデミー）
- 「キャナァーリ倶楽部ライブ2008春～横浜キャナリアダイヤモンド～」（2008年4月5日 - 6日、横浜アリーナサウンドステージ）
- 「ナイスガールプロジェクト！2009SUMMER LIVE～ナイスバケーション！～」（2009年8月22日、横浜BLITZ）
- 「ナイスガールプロジェクト！チャレンジライブ」（2009年6月14日、11月1日、12月25日、2010年3月21日）
- 「ナイスガールプロジェクト！ホームパーティーライブツアー」（2010年3月 - 8月、東京・大阪・名古屋・水戸・福島）
- 「ナイスガールプロジェクト！ライブハウスツアー秋 ～万歳！ナイスガール2010～ツアーファイナル特別公演」（2010年12月23日、新宿BLAZE）
- 「ナイスガールプロジェクト！バレンタインライブ2011」（2011年2月13日、新宿BLAZE）
- 「キャナァーリ倶楽部ライブ2011春 Love is here～希望の光～」（2011年4月30日 - 5月1日、新宿BLAZE）
- ミスマリ・ファースト・ライヴ（2014年3月6日、アソビットシティB1イベントフロア）

### イベント
- 「立川夏・祭」パレード・イベント出演（2007年8月26日、立川市内）
- 「GO!GO!SHIODOMEジャンボリー」（2009年8月21日、汐留日本テレビ・日テレプラザB2F特設ステージ）
- 「立川の夏祭りin アレアスタジオ」（2009年8月23日、立川アレアレア2 3Fアレアスタジオ）
- 「魁！音楽番付『合衆国』スペシャルライブ」（2009年8月28日、お台場レッドカーペットステージ）
- 「インクルージョン2009 デビューコレクション」（2009年10月4日、YAMANO HALL）
- CBC放送「GREEN LIVE」（2010年4月11日、中部国際空港セントレア）
- 「オフィシャルファンクラブ「NICE!!」大感謝祭」2012年3月10日、TOKYO FM ホール）
- 「CRスーパー海物語 IN 沖縄3」特別先行展示会（2013年5月15日、グランドプリンスホテル新高輪）
- SANYOファン感謝祭in青森（2013年5月24日、ねぶたの家 ワ・ラッセ）
- 「CR聖闘士星矢 星の運命」特別先行展示会（2013年10月4日、ベルサール秋葉原）
- 「海底アクア城からの脱出」プレオープンイベント＆特別先行体験会（2014年1月16日、原宿ヒミツキチ オブ スクラップ）
- パチスロ「聖闘士星矢 -黄金激闘編-」ファンイベント（2014年1月19日、ベルサール秋葉原）
- ニコニコ超会議3（2014年4月26日 - 27日、幕張メッセ）
- デビューCD「飛び出せサマー」インストアイベント（2014年4月30日、タワーレコード渋谷店）
- デビューCD「飛び出せサマー」インストアイベント（2014年5月1日、タワーレコード秋葉原店）
- 信濃川感謝祭2014 やすらぎ堤まつり（2014年5月3日 - 5日、新潟市内）
- デビューCD「飛び出せサマー」インストアイベント（2014年5月5日、タワーレコードダイバーシティTOKYO店）
- デビューCD「飛び出せサマー」インストアイベント（2014年5月10日、タワーレコード横浜ビブレ店）
- 「CRギンギラパラダイス 情熱カーニバル」特別先行展示会（2014年6月4日、東京国際フォーラム）
- 「第13回 Kobe Love Port みなとまつり」（2014年7月20日 - 21日、神戸メリケンパーク）
- 「TOKYO IDOL　FESTIVAL 2014」（2014年8月2日、お台場・青海周辺エリア）
- 「テレ西夏祭り2014」（2014年8月3日、福岡市内）
- 「CRまわるんパチンコ大海物語3」特別先行展示会（2014年9月4日、グランドプリンスホテル新高輪）
- 「パステル☆シャワー Vol.5」（2015年2月1日、秋葉原CLUB GOODMAN）
- 「パステル☆シャワー Vol.6」（2015年2月1日、秋葉原CLUB GOODMAN）
- 「ポプキス主催ひな祭りSpecial」（2015年3月3日、初台DOORS）
- 「中京テレビ番組祭り チュウキョ～くんタウン」（2015年3月21日、名古屋 栄・久屋大通公園）
- 「ホリプロ 春のFUNまつり」（2015年3月29日、渋谷WWW）
- 「ニコニコ超会議2015」（2015年4月25日 - 26日、幕張メッセ）
- 「第6回 キャラクター＆ブランド ライセンス展」（2015年6月29日 - 7月1日、東京ビッグサイト）
- 「三洋物産インターナショナルライフセービングカップ2015」（2015年7月19日 - 7月20日、宮崎県 青島ビーチ）
- 「ホリシャカス」（2015年8月16日、赤坂サカス）
- パチンコホールイベント（2017年2月18日、ニュー後楽園市川店・ニュー後楽園津田沼店）

ビーチ）
- パチンコホールイベント（2017年5月15日、PIA大森・PIA川口）

### MC
- 「2010 春 流れ星☆彡 ウタ声ナイト！～supported by アキバ・タイムズ」（2010年4月5日、新宿MARZ）

### 落語
- NICE GIRL プロジェクト！「初めての寄席～ナイスなひと時～」(2008年11月2日、新宿末廣亭)

### 映画
- NICE GIRL ムービー！ ～ブタ玉伝説～（2008年）
- 篤姫ナンバー1（2012年4月7日公開） - ユイナ 役

### テレビドラマ
- 本日も陽当たり良好 （2011年1月16日、群馬テレビ） - 松山夏美 役

### テレビ番組
- 開運音楽堂（2008年10月4日、TBS）
- あにてれPresents アニソンぷらす（2008年12月1日、テレビ東京）
- おはスタ（2009年 - 2010年、テレビ東京）- MM学園合唱部 いくっち
- プレミアの巣窟（2009年10月 - 2010年3月、フジテレビ） - レギュラーMC、プレミアンガールズ
- ナイスガールGT（2010年7月2日 - 2011年3月29日、Music Japan TV）
- 7つの海を楽しもう!世界さまぁ〜リゾート(2013年4月6日 - 2015年10月3日、TBS系) - レギュラーアシスタント、B級情報担当
- 沖縄！海物語～魚群発生！パチバトルSP～（2013年6月30日、BS朝日）
- 夢☆海物語(2013年7月7日 - 2013年10月27日、CTV) - レギュラー出演
- ミスマリンちゃんのお仕事体験バトルin沖縄（2013年7月8日、HTB）
- 海物語～おーきな沖縄満喫ツアー～（2013年7月15日、TNC）
- 爆笑！男前デートin沖縄～男女6人海物語（2013年7月19日、CTV）
- アメトーーーーーーク おめぇ顔なげぇーーな 秋の3時間スペシャル（2013年9月26日、テレビ朝日） - VTR出演
- 笑パチバトル　コスモを感じろ！熱き聖闘士物語（2013年10月13日、BS朝日）
- 全力坂（2013年10月14日、テレビ朝日）
- 全力坂（2013年10月22日、テレビ朝日）
- Let's Try!海物語(2013年11月3日 - 2013年12月29日、CTV) - レギュラー出演
- マリンの海物語！～ドリームプロジェクトM～(2013年11月5日 - 2014年10月28日、BS-TBS) - レギュラー出演
- 笑パチバトル　熱き韋駄天！下町大工物語 （2013年11月10日、BS朝日）
- 笑パチバトル　冬の海を感じろ！東京アクア物語 （2014年1月3日、BS朝日）
- ミスマリンちゃんのアクアリゾート（2014年1月5日 - 2014年3月30日、CTV） - レギュラー出演
- 弾丸！桜大満喫ツアー！！in熊本～ミスマリンちゃん御一行様～（2014年3月1日 、KKT）
- 磁石とミスマリンちゃんが行く！熊本桜グルメでご接待ツアー（2014年3月1日 、TKU）
- 男女6人海物語・桜　～沖縄で日本一早いお花見をしよう！～（2014年3月1日 、CTV）
- 桜を求めてミスマリンちゃんと2人旅～福岡VS北海道おもてなしバトル～（2014年3月2日 、TNC）
- 笑パチバトル　～桜吹雪でめんそーれ　沖縄海物語～（2014年3月2日 、BS朝日）
- “桜”前線北上中！東京03角田とミスマリンちゃんが行く、海物語IN札幌（2014年3月3日 、HTB）
- 桜を求めてミスマリンちゃんと2人旅～福岡VS北海道おもてなしバトル～（2014年3月6日 、UHB）
- スーパー海物語IN沖縄3桜バージョン　ハマカーン＆ミスマリンちゃんの”女子力UP”ツアー！！（2014年3月10日 、ABC）
- ミッドナイト感謝祭！　もってけダービー'14春(2014年3月29日 、TBS系)
- ミスマリンちゃんのシーサイドドライブ　Sea Story in HAWAII（2014年4月6日 - 2014年6月29日、CTV） - レギュラー出演
- 笑パチバトル　～リゾート気分満喫！遊々アクア物語～ （2014年4月13日 、BS朝日）
- スマイルスタジアムNST　ゴールデンウィークSP（2014年5月3日 、NST）
- 笑パチバトル　～ブラジルで情熱を燃やせ！東京ギンギラカーニバル～ （2014年6月8日 、BS朝日）
- ミスマリンちゃんのSea Story in HAWAII（2014年7月6日 - 2014年9月28日 、CTV） - レギュラー出演
- ライブB♪(2014年7月29日 、TBS系)
- 笑パチバトル　～回る回るよ！東京ベイエリアをトコトン満喫！～ （2014年9月7日 、BS朝日）
- ミスマリンちゃんの Great Sea Story in HAWAII（2014年10月5日 - 2014年12月28日、CTV） - レギュラー出演
- ミスマリンちゃんの SUPER LUCKY in HAWAII（2015年1月4日 - 2015年3月29日、CTV） - レギュラー出演
- 4U（2015年1月9日、CTV）
- 笑パチバトル　～あのころの夢を叶えろ！ 大人の遊び満喫ツアー～ （2015年5月10日 、BS朝日）
- 王様のブランチ（2015年7月18日、TBS系）
- ライフセーバーたちの海物語2015 （2015年7月28日 、BS朝日）
- アメトーーク（2016年6月9日、テレビ朝日） - VTR出演
- ニッポンのぞき見太郎（2016年8月2日、フジテレビ） - VTR出演

### テレビCM
- SANYO「Cafe&Bar海」篇第3話（2013年6月23日）
- SANYO「Cafe&Bar海」篇第4話（2013年7月14日）
- SANYO「Cafe&Bar海」篇第5話（2013年7月14日）
- SANYO「Cafe&Bar海」篇第6話（2013年9月1日）
- SANYO「SEA STORY」篇（2014年1月26日）

### Web CM
- グアム政府観光局（2017年1月）

### 街頭ビジョン番組
- ミスマリンのミュージックチャンネル（2014年4月8日 - ）- レギュラーMC
- ミスマリンのエンタメチャンネル（2015年） - レギュラーMC

### ラジオ
- ポッシとキャナのナイスキッス！（2008年9月6日 - 2009年7月25日、Kiss-FM KOBE）
- THE ポッシボーロビンとキャナァーリ倶楽部いくっちのポッシきゃな?（2010年1月5日 - 2011年4月2日 、CBCラジオ）
- COP10スペシャル8（2010年8月28日、CBCラジオ）- COP10ガール
- COP10Final（2010年10月15日、CBCラジオ）
- Night View DJ（2011年9月9日、東京タワー Club333）
- SUNDAY IN THE PARK（2012年4月1日、FM-FUJI）[4]

### モデル
- セシール「cupop」

### 広告
- JTB「受験生の宿」表紙
- 日本広告業界ポスター

### 雑誌
- 「ラブベリー」2003年4月号（2003年3月1日、徳間書店）
- 「週刊ヤングジャンプ」2005年11/10号（2005年10月26日、集英社）
- 「ヤングマガジン」2007年4/9号（2007年3月26日、講談社）
- 「週刊少年マガジン」2007年4/18号（2007年4月4日、講談社）
- 「パチンコ必勝本CLIMAX」2013年7月号（2013年5月30日、辰巳出版）
- 「maruhan press」2013年7月号（2013年6月1日、アウリス）
- 海物語完全オフィシャルマガジン「海マガ」2013年8月号（2013年6月29日、triple a出版）
- 「パチンコ必勝本CLIMAX」2013年8月号（2013年6月29日、辰巳出版）
- 「maruhan press」2013年8月号（2013年7月1日、アウリス）
- 「ヤングマガジン」2013年7/22号（2013年7月8日、講談社）
- 「FRIDAY」2013年7/26号（2013年7月12日、講談社）
- 「パチンコビジネスONE」Vol.1（2013年7月19日、ワニブックス）
- 「パチンコ必勝本CLIMAX」2013年9月号（2013年7月30日、辰巳出版）
- 「パチンコ必勝本CLIMAX」2013年11月号（2013年9月30日、辰巳出版）
- 「maruhan press」2013年11月号（2013年10月1日、アウリス）
- 「カスタムバーニング」2013年12月号（2013年10月24日、造形社）
- 「ぱちかる」2014年2月号（2013年12月21日、イープロジェクト）
- 「maruhan press」2014年2月号（2014年1月1日、アウリス）
- 「フォトテクニックデジタル」2014年2月号（2014年1月20日、玄光社）
- 「パチンコ必勝本CLIMAX」2014年3月号（2014年1月30日、辰巳出版）
- 「パチンコ必勝本CLIMAX」2014年4月号（2014年2月28日、辰巳出版）
- 「パチンコ必勝本CLIMAX」2014年8月号（2014年6月30日、辰巳出版）
- 「パチンコ必勝本CLIMAX」2014年11月号（2014年9月30日、辰巳出版）
- 「パチンコ必勝本CLIMAX」2014年12月号（2014年10月30日、辰巳出版）
- 「ヤングマガジン」2014年11/17号（2014年11月1日、講談社）
- 「パチンコ必勝本CLIMAX」2015年2月号（2014年12月29日、辰巳出版）
- 「パチンコ必勝本CLIMAX」2015年3月号（2015年1月30日、辰巳出版）
- 「パチンコ必勝本CLIMAX」2015年6月号（2015年4月30日、辰巳出版）
- 「パチンコ必勝本CLIMAX」2015年9月号（2015年7月30日、辰巳出版）
- 「パチンコ必勝本CLIMAX」2015年12月号（2015年10月30日、辰巳出版）
- 「週刊朝日」2016年11月4日号

（2016年10月25日、朝日新聞出版）

### ムック
- H1O ヘイセイ1ネンノオンナノコ (2007年7月、アスキー)
- The NEW ERA Book Fall & Winter 2015(2015年9月16日、シンコーミュージック)

### 写真集
- キャナァーリ倶楽部 ファースト写真集 集の巻 水着、サイパン、キャナァーリ倶楽部！(2008年6月、アスキー)
- キャナァーリ倶楽部 ファースト写真集 個の巻 初めてのサイパンひとりじめ ソロショット集(2008年6月、アスキー)

### CD
- 海物語アクア プレミアムサウンドトラック（2014年2月3日、SANYO）

　6代目ミスマリンちゃん名義。
　「7つの海を楽しもう!世界さまぁ～リゾート」エンディングテーマ「夏色サンセット」と「サマ★パラ」を収録。
- 飛び出せサマー（2014年4月30日、Summer Records）

　ミスマリ1stシングル。
　「7つの海を楽しもう!世界さまぁ～リゾート」エンディングテーマ。
　カップリング曲は「夏色サンセット」。
- マリンブルー・シークレット（2014年7月8日、Summer Records）

　ミスマリ2ndシングル。
　「7つの海を楽しもう!世界さまぁ～リゾート」エンディングテーマ。
　カップリング曲は「サマ☆パラ」。
- アイツに夏（2014年8月5日、Summer Records）

　ミスマリ3rdシングル。
　「7つの海を楽しもう!世界さまぁ～リゾート」エンディングテーマ。
　カップリング曲は「夏のお嬢さん」。
- 海物語コンピレーションアルバム4（2014年12月1日、SANYO）

　6代目ミスマリンちゃん名義。
「サクラ Vacation」「ちゅらシー～桜Ver～」「ギンギラミラーボール」「みんなのサンバ～WHOLE WORLD HAPPY～」を収録。

### DVD
- キャナァーリ倶楽部 元気だ！水着だ！サイパンだ！ （2008年7月25日）
- キャナァーリ倶楽部 初めてのサイパンひとりじめ！（2008年7月25日）
- NICE GIRL ムービー！ ～ブタ玉伝説～（2008年10月24日）
- NICE GIRL プロジェクト！Princess Chatters～密着ドキュメント153日～（2010年2月28日）
- 世界征服の作り方
- 篤姫ナンバー1（2012年8月3日）
- 源氏物語（2012年8月27日）
- 世界さまぁ～リゾート　タイ～モーリシャス極上ビーチ集！さまぁ～ずはサンディエゴへ（2015年8月19日、ポニーキャニオン）
- 世界さまぁ～リゾート　イタリア～モルディブ絶景ビーチ集！さまぁ～ずはカンクンへ（2015年8月19日、ポニーキャニオン）
- 犯人は吉田だっ！(仮)（2016年10月）

### パチンコ
- CRスーパー海物語IN沖縄3（2013年7月、SANYO）
- CR海物語アクア（2014年2月、SANYO）
- CRスーパー海物語IN沖縄3桜バージョン（2014年4月、SANYO）
- CRギンギラパラダイス 情熱カーニバル（2014年8月、SANYO）
- CRまわるんパチンコ大海物語3（2014年11月、SANYO）
- CR大海物語BLACK（2015年7月、SANYO）

### アプリ
- 沖海3パズル（2013年7月4日、三洋販売）

### Web
- 読むナビ キミと読みたい Vol.37 大浦育子さん（2012年2月29日、図書印刷株式会社）
- 「イジリー岡田と谷澤恵里香のコイバナ☆女子会！」（2012年8月23日、Amebaスタジオ）
- 高田あゆみ＆大浦育子プレミアム放送（2012年8月23日、Amebaスタジオ）
- ロンドンハーツネットムービー第4弾「THE TRIANGLE～ハマった女は彼女の親友～」（2012年11月6日、テレ朝動画） - トラップガール・イクコ
- 「7つの海を楽しもう！世界さまぁ～リゾート」スピンオフ動画（2013年5月、TBS）
- 「インスタントジョンソンのかわいこちゃーん」第2部（2013年7月27日、Amebaスタジオ）
- 大浦育子プレミアム放送（2013年7月27日、Amebaスタジオ）
- 「maruhan press」デジタル版マリンチャレンジ6月号（2014年5月26日、マルハン）
- 「maruhan press」デジタル版マリンチャレンジ8月号（2014年7月28日、マルハン）
- ゴーゴーマリンチャレンジ！（2015年1月8日、SANYO）

### Amazonプライム・ビデオ
- 東京女子図鑑（2016年12月16日）- ミサキ 役